# Mesopristes kneri
Mesopristes kneri és una espècie de peix pertanyent a la família dels terapòntids.

## Hàbitat
És un peix marí, d'aigua dolça i salabrosa; demersal; catàdrom i de clima tropical (22°S-24°S).

## Distribució geogràfica
Es troba a Oceania: és un endemisme de Fiji.

## Observacions
És inofensiu per als humans.